# Ans Stroink
Catharina Anna (Ans) Stroink (Zwolle, 23 februari 1898 – Bilthoven, 29 november 1991) was een Nederlands sopraan.
Ze was dochter van koopman Jan Marie Derk Stroink en Catherine Louise Piquet. Zelf was ze tussen 1923 (trouwen) en 1927 (echtscheiding) getrouwd met bariton Pieter Jacob van der Bilt. Nichtje Margot Stroink zong ook enige tijd.
Haar opleiding aan het Conservatorium van Amsterdam met docenten als Jos Tijssen (van der Bilt had ook les van hem) en Jac. van Kempen. Zij was in eerste instantie vooral recitalzangeres, waarbij ze veelal de liederen in de oorspronkelijke taal zong. Begeleiders werden gevonden in Hendrik C. van Oort en Julius Röntgen. In later leven bleef ze optreden, waarbij ze ook het Nederlands repertoire niet schuwde; ze zong liederen van de componisten Alphons Diepenbrock, Hendrik Andriessen, Ernest Willem Mulder en Piet Ketting. Ook zong ze in het Nederlands Kamerkoor van Felix de Nobel. Ans Stroink zong in de periode 1925-1941 elfmaal met het Concertgebouworkest, onder meer met dirigenten Theo van der Bijl, Johannes den Hertog en Eduard van Beinum.  
Als alternatief voor recitals zong ze in opera’s, zoals in Die Zauberflöte van Wolfgang Amadeus Mozart door de Nederlandsche Operastichting. Ze gaf minstens 25 jaar les aan genoemd conservatorium, maar ook dat van Arnhem.
Ze werd begraven in het familiegraf op de Algemene Begraafplaats, Thomas a Kempisstraat te Zwolle. Ze liet een zoon, schoondochter en (achter-)kleinkinderen na.